# Le origini (Fiorella Mannoia)
Le origini è una raccolta di Fiorella Mannoia del 1996 pubblicata per la Dischi Ricordi (Catalogo: 74321 32750 2).

## Tracce

### CD1
1. Ogni volta che vedo il mare – 3:29 (testo: Gaio Chiocchio – musica: Tony Cicco)
2. Come si cambia – 3:52 (testo: Maurizio Piccoli – musica: Renato Pareti)
3. L'aiuola – 3:16 (testo: Mogol – musica: Mario Lavezzi)
4. Amore bello – 4:51 (testo: Claudio Baglioni – musica: Claudio Baglioni e Antonio Coggio)
5. Basta innamorarsi ancora di te – 3:49 (testo: Oscar Avogadro – musica: Mario Lavezzi)
6. Canto e vivo – 4:13 (testo: Oscar Avogadro – musica: Piero Fabrizi)
7. Sorvolando Eilat – 3:40 (testo: Mogol – musica: Piero Fabrizi)
8. Alice – 3:43 (Francesco De Gregori)
9. Nell'etereo mondo dei fiordalisi – 3:27 (testo: Mogol – musica: Mario Lavezzi)
10. Quand'eri tu la musica – 3:26 (testo: Oscar Avogadro – musica: Mario Lavezzi)
11. Chiara – 3:44 (testo: Oscar Avogadro – musica: Mario Lavezzi)
12. A Milano – 3:38 (testo: Mogol – musica: Mario Lavezzi)
13. Momento delicato – 4:27 (testo: Mogol – musica: Mario Lavezzi)
14. Bene caro – 4:18 (testo: Mogol – musica: Piero Fabrizi)
15. L'anima lo sa – 3:41 (testo: Oscar Avogadro – musica: Mario Lavezzi)
16. Dolce mistero – 3:56 (testo: Oscar Avogadro – musica: Piero Fabrizi)

Durata totale: 61:30

### CD2
1. Quello che le donne non dicono – 4:19 (Enrico Ruggeri e Luigi Schiavone)
2. Terre lontane – 4:46 (testo: Oscar Avogadro – musica: Piero Fabrizi)
3. Ti ruberò – 3:47 (testo: Oscar Avogadro – musica: Mario Lavezzi)
4. Sofia – 3:11 (testo: Oscar Avogadro – musica: Piero Fabrizi)
5. Happy End – 3:32 (Mario Acquaviva)
6. Margherita – 4:32 (Riccardo Cocciante e Marco Luberti)
7. Viva la vita – 4:13 (testo: Marco Luberti – musica: Claudio Mattone)
8. Ritornerai – 3:23 (Bruno Lauzi)
9. Quasi amore – 3:39 (testo: Oscar Avogadro – musica: Mario Lavezzi)
10. Il pescatore – 5:20 (testo: Fabrizio De André – musica: Fabrizio De André, Gian Piero Reverberi, Franco Zauli)
11. L'anno che verrà – 3:26 (Lucio Dalla)
12. Mamma fragola – 3:11 (testo: Mogol – musica: Mario Lavezzi)
13. La Luna stasera – 3:37 (testo: Francesco Massimiani – musica: Telpa)
14. Noi due – 3:47 (testo: Paolo Amerigo Cassella – musica: Memmo Foresi)
15. Fiore di melograno – 3:40 (testo: Paolo Amerigo Cassella – musica: Memmo Foresi)

Durata totale: 58:23